# Gare de Lacelle (Corrèze)
La gare de Lacelle (Corrèze) est une gare ferroviaire française de la ligne du Palais à Eygurande - Merlines, située sur le territoire de la Lacelle (département de la Corrèze) dans le département de la Corrèze en région Nouvelle-Aquitaine.
C'est une halte voyageurs de la SNCF desservie par des trains TER Nouvelle-Aquitaine.

## Situation ferroviaire
Établie à 656 mètres d'altitude, la gare de Saint-Priest-Taurion est située au point kilométrique (PK) 449,045 de la ligne du Palais à Eygurande - Merlines, entre les gares fermées de Plainartige et Viam et celles ouvertes d'Eymoutiers-Vassivière et de Bugeat.

## Fréquentation
Selon les estimations de la SNCF, la fréquentation annuelle de la gare figure dans le tableau ci-dessous.
| Année               | 2015 | 2016 | 2017  | 2018 | 2019  | 2020 | 2021  | 2022  | 2023  |
| ------------------- | ---- | ---- | ----- | ---- | ----- | ---- | ----- | ----- | ----- |
| Nombre de voyageurs | 854  | 777  | 1 212 | 918  | 1 118 | 870  | 1 528 | 1 830 | 1 884 |

## Service des voyageurs

### Accueil
C'est une halte SNCF, point d'arrêt non géré (PANG), à accès libre au quai de la voie unique.

### Desserte
Lacelle est desservie par les trains TER Nouvelle-Aquitaine de la relation Limoges-Bénédictins - Ussel ou Eymoutiers-Vassivière (ligne L26). À Ussel une corresspondance en autocars permet de rejoindre la gare de Clermont-Ferrand (liaison réalisée en train jusqu'au 5 juillet 2014).

### Intermodalité
Un parking pour les véhicules y est aménagé.
La gare est accessible en transport en commun via le service de transport à la demande de la Communauté de Communes de Vézère Monédières Millesources.